# Claude Meillassoux
Pour les articles homonymes, voir Meillassoux.
Claude Meillassoux est un anthropologue français né le 26 décembre 1925 et mort le 2 janvier 2005.
Il est l'auteur de nombreux articles dans les revues Cahiers d'études africaines, L’Homme et la société, L’Homme, Économie et Sociétés, Journal de la Société des africanistes, Anthropologie et Sociétés ou L’Ethnographie.
Claude Meillassoux a beaucoup étudié les systèmes économiques des sociétés pré-capitalistes en utilisant les concepts marxistes d'infrastructure, de superstructure ou de matérialisme historique. Il a pour conviction que les mécanismes de domination et d'échange sont présents dans toute société humaine.
Il s'inscrit dans le mouvement de l'anthropologie de la libération loin des pensées fonctionnaliste et structuraliste dominantes en anthropologie dans la deuxième moitié du XXe siècle.

## Biographie

### Études
Claude Meillassoux naquit le 26 décembre 1925 à Roubaix (Nord) d'une famille d'industriels du textile. En 1947, il obtint son diplôme de l'Institut d'études politiques de Paris en section économie. En 1950, il s'envola pour les États-Unis où il fut diplômé d'un Master of Arts in Economics (en économie politique) de la Graduate School of Economics de  l'Université de Michigan. Il servit alors d'interprète auprès des industriels français en visite aux États-Unis dans le cadre du plan Marshall, et, plus tard, il collabora avec des experts commerciaux américains. En 1954, il fut engagé chez Dorland, une société de marketing et de publicité siégeant sur les Champs-Élysées. Il se rapprocha du Centre d'action des gauches indépendantes (CAGI), un mouvement de gauche, à la suite des répressions françaises au sein des colonies. Ses engagements politiques lui permirent de découvrir la pensée de Marx et celle d'Engels.

### Georges Balandier et l'École pratique des hautes études (EPHE)
À partir des années 1955-1957, il se consacra aux recherches en sciences humaines et sociales sous l'égide de Georges Balandier (1920). En 1958, il partit avec Ariane Deluz (1931-2010) pour sa première mission sur le terrain en Côte d'Ivoire afin d'étudier les transformations économiques et sociales des Gouro. Cette mission fut à l'origine de ses réflexions théoriques et à l'origine de sa réputation au sein de la communauté des ethnologues. En 1960, il rédigea un article intitulé « Essai d'interprétation du phénomène économique dans les sociétés traditionnelles d'auto-subsistance », longtemps considéré comme un article fondateur d'une nouvelle perception de l'anthropologie. Dans cet article, il analysa notamment les particularités économiques du peuple Gouro. À la suite de cette étude de terrain, il soutint une thèse en 1962 sous la direction de Georges Balandier, celle-ci portait également sur les Gouro de Côte d'Ivoire. Dès cette année-là, il entra à l'EPHE, VIe section. Il prit un congé sans solde, en 1962-1963, et, grâce à une bourse de la National Foundation (États-Unis), il put étudier, pour le Center for Social Science Research, les « associations volontaires urbaines de Bamako ».

### CNRS
En 1964, il entra au Centre National de la Recherche Scientifique (CNRS) comme chargé de recherches grâce à Pierre Monbeig (1908-1987), alors directeur-adjoint. Dès cette année-là, il fait partie de la Recherche Coopérative sur Programme (RCP) n°11, intitulée « Ethnosociologie de la Boucle du Niger », alors dirigée par Jean Rouch (1917-2004).  En 1964, il publia sa thèse intitulée Anthropologie économique des Gouro de Côte d'Ivoire qui eut un grand retentissement. De novembre 1964 à juillet 1965, il partit en mission au Mali où il s'attacha particulièrement à l'étude des clans, des castes et de l'esclavage en Afrique sahélo-soudanaise. De novembre 1965 à novembre 1966, Claude Meillassoux fut mis à disposition de l'Institut de développement et de planification de Dakar où il étudia les populations soninké au Sénégal et où il fit une courte mission, en août 1966, en pays Goye afin d'étudier les castes soninké et de commencer ses observations sur l'esclavage.  Une nouvelle mission suivit, de 1966 à 1967, où il partit pour le Mali afin d'étudier les populations marka en s'attachant tout particulièrement aux structures sociales, économiques et politiques. De 1967 à 1968, il succéda à Jean Rouch et prit la direction de la RCP n°11. En avril 1968, il partit pour le Mali où il observa les cérémonies septennales du Kamablon à Kangaba. À la fin de la RCP n°11, en décembre 1968, il devint le directeur d'une équipe de recherche sur les « Systèmes économiques africains », dépendant de la XXVe section du CNRS. Toutefois, les recherches commencées sous la RCP continuèrent. Ainsi, il effectua une mission complémentaire en janvier-février 1969 au Mali auprès des populations soninké du Wagadu et des populations maures voisines. De nouveau, il étudia l'organisation sociale et économique de ces populations. De septembre à décembre 1970, il partit au Sénégal afin d'achever un lexique soninké-français, d'étudier les castes toucouleurs, et de recueillir des données sur l'histoire économique et sociale de la région.
À la fin des années 1960 jusqu'à la fin des années 1970, il anima ce qui fut longtemps appelé « le séminaire de la rue de Tournon » où de nombreux anthropologues furent invités, mais également des chercheurs d'autres domaines. Ce séminaire associait la recherche intellectuelle à la passion militante. Plusieurs ouvrages collectifs furent publiés à l'issue de ces séances dont l'ouvrage intitulé Qui se nourrit de la famine en Afrique ? (1974) qui eut un fort retentissement auprès du grand public et des milieux scientifiques. Dès 1971, il anima un séminaire à la VIe section de l'EPHE. En 1974, il obtint le grade de maître de recherches. À partir du milieu des années 1970, il synthétisa ses principes théoriques issus de ses observations. En 1975, parut sa thèse d'État Femmes, greniers et capitaux qui étudiait les modes de production domestiques et les conséquences de sa surexploitation par le système impérialiste. Cet ouvrage fut traduit dans pas moins de sept langues (allemand, portugais, japonais, espagnol, italien, anglais). D'octobre à décembre 1975, il effectua une nouvelle mission au Mali afin d'étudier les relations entre les récits légendaires et les histoires. En 1977, il séjourna en Afrique du Sud, s'intéressa à l'apartheid et le dénonça. Il publia sur ce point un ouvrage intitulé Les derniers Blancs : le modèle sud-africain (1979). La même année, il fit sa dernière mission au Sénégal et au Mali où il examina la situation des populations urbaines du Sénégal, au regard des migrations et de la construction des barrages de Diama et de Mananteli.
En 1979, il fut nommé codirecteur de l'équipe de recherche (ER) 225 intitulée « Sociétés rurales et politiques du développement » et devint également directeur de recherches. En 1982, il dirigea l'équipe « Afrique australe » de l'ER 225. En 1986, il créa le Groupement de recherche (GR) 846 « Afrique Australe » qui regroupait chercheurs, universitaires, doctorants, anthropologues, sociologues et économistes. Ce GR privilégiait une approche pluridisciplinaire et le dialogue entre des chercheurs africains et français. Il fonctionna sous différentes appellations jusqu'en 1998. Dans les années 2000, il travailla à une anthropologie critique de la Bible en s'attachant tout particulièrement aux liens de parenté.
Claude Meillassoux est décédé le 2 janvier 2005 à Paris.

## Distinctions
Claude Meillassoux a reçu, en 1984, la médaille d'argent du CNRS pour l'ensemble de ses travaux.

### Articles
- « Essai d'interprétation du phénomène économique dans les sociétés traditionnelles d'auto-subsistance », Cahiers d'Études Africaines, Paris, 1960, n°4, pp 38-67.
- La grande entreprise historique du mâle, revue Période, première publication sous le titre de « Le mâle en gésine, ou De l’historicité des mythes » dans Cahiers d’études africaines, vol. 19, n° 73-76, 1979, pp. 353-380.
- De la reproduction à la production, revue Période, texte tiré du recueil Terrains et théories (éditions Anthropos, Paris, 1977).
- De l'incapacité des hommes à accoucher, et ce qu'il en advient, dans Quel genre d’homme ? : Construction sociale de la masculinité, relations de genre et développement, édité par Christine Verschuur, Genre et développement. Rencontres. Genève: Graduate Institute Publications, 2016, pp. 99‑120.
- Hommages . In Du social hors la loi : L’anthropologie analytique de Christian Geffray, édité par Yann Guillaud et Frédéric Létang, 29‑31. Synthèses. Marseille: IRD Éditions, 2013.

## Sources
- « Claude Meillassoux », Journal des anthropologues, n° 118-119, 2009. (lire en ligne)
- « Claude Meillassoux. Un parcours original », Le Courrier du CNRS, n° 60, p. 61-62.
- Coquery-Vidrovitch (Catherine), « Hommage à Claude Meillassoux », janvier 2005, disponible sur le site du Maitron : maitron.fr/spip.php?article140563, consulté le 3 juillet 2022.
- Copans (Jean), « Claude Meillassoux (1925-2005) », Cahiers d'études africaines, 2005, n° 177, disponible sur le site de la revue : etudesafricaines.revues.org/index4887.html, consulté le 27 août 2010.
- Gaillard (Gérard), « Claude Meillassoux », Dictionnaire des ethnologues et des anthropologues, Paris, Armand Colin/Masson, 1997, 286 p.
- Schlemmer (Bernard), dir. Terrains et engagements de Claude Meillassoux, Paris, Karthala, 1998.
- Schlemmer (Bernard), « Un coup de tonnerre dans un ciel serein », janvier 2005, disponible à cette adresse : http://www.ur105.ird.fr/spip.php?article133, consulté le 27 août 2010.